# Томпсон, Уильям Бойс
Уильям Томпсон (англ. William Boyce Thompson; 13 мая 1869, Монтана — 1930) — американский промышленник, политический деятель.

## Биография
Родился в Монтане в семье торговца лесом. В 1886 был послан в элитарную частную школу Филлипс Эксетер (англ. Phillips Exeter Academy). В 1889 году поступил в Колумбийский университет где изучал инженерное дело, но оставил учёбу, проучившись один год. Возвратился в Монтану, где работал в горнодобывающем бизнесе.
В 1899 переехал в Нью-Йорк. Приобрёл крупное состояние операциями с ценными бумагами различных предприятий.
В 1917 году был послан в Россию в как руководитель Американской миссии Красного Креста. Осенью 1917 года Томпсоном был выделен 1 млн долларов на пропаганду эсеровскому «гражданскому комитету грамотности», возглавляемому Е. К. Брешко-Брешковской. Об этом стало известно, и большевистская «Правда» поместила об этих деньгах материал под заголовком «Эсеры и оборонцы на содержании американских банкиров».
В 1920-х годах основал Институт исследования растений (Boyce Thompson Institute for Plant Research) в штате Нью-Йорк, на который пожертвовал $10 млн. Также основал названный его именем дендрарий в Аризоне, для которого купил землю. Сделал также крупное пожертвование школе Филлипс Эксетер, в которой учился.
Уильям Томпсон умер 27 июня 1930 года. Он похоронен на кладбище Сонная Лощина в Сонной Лощине (штат Нью-Йорк).